# Bernard F. Eilers
Bernardus Fredericus Aloysius (Bernard) Eilers (Amsterdam, 24 april 1878 – aldaar 26 april 1951) was een Nederlands fotograaf en lithograaf. Hij was ook een pionier op het terrein van de ontwikkeling van de kleurenfotografie.

## Biografie
Eilers werkte na een schamele schoolopleiding als schildersknecht. Op zijn dertiende werd hij als jongste leerling aangenomen bij de Amsterdamse lithografeerinrichting Van Leer & Co.
Zijn uitzonderlijke talent viel zo op, dat hem de uitvoering van een Engelse litho in negen kleuren werd toevertrouwd. Met een vriend bezocht hij ’s avonds de tekenschool en op de vrije zondagen gingen de vrienden te voet op pad naar de Vechtstreek om er te tekenen. Op zijn zeventiende was hij een volleerd lithograaf en vroeg zijn werkgever hem om zich te bekwamen in de fotochemie, die een onderdeel van het bedrijf zou worden.

## Fotografie

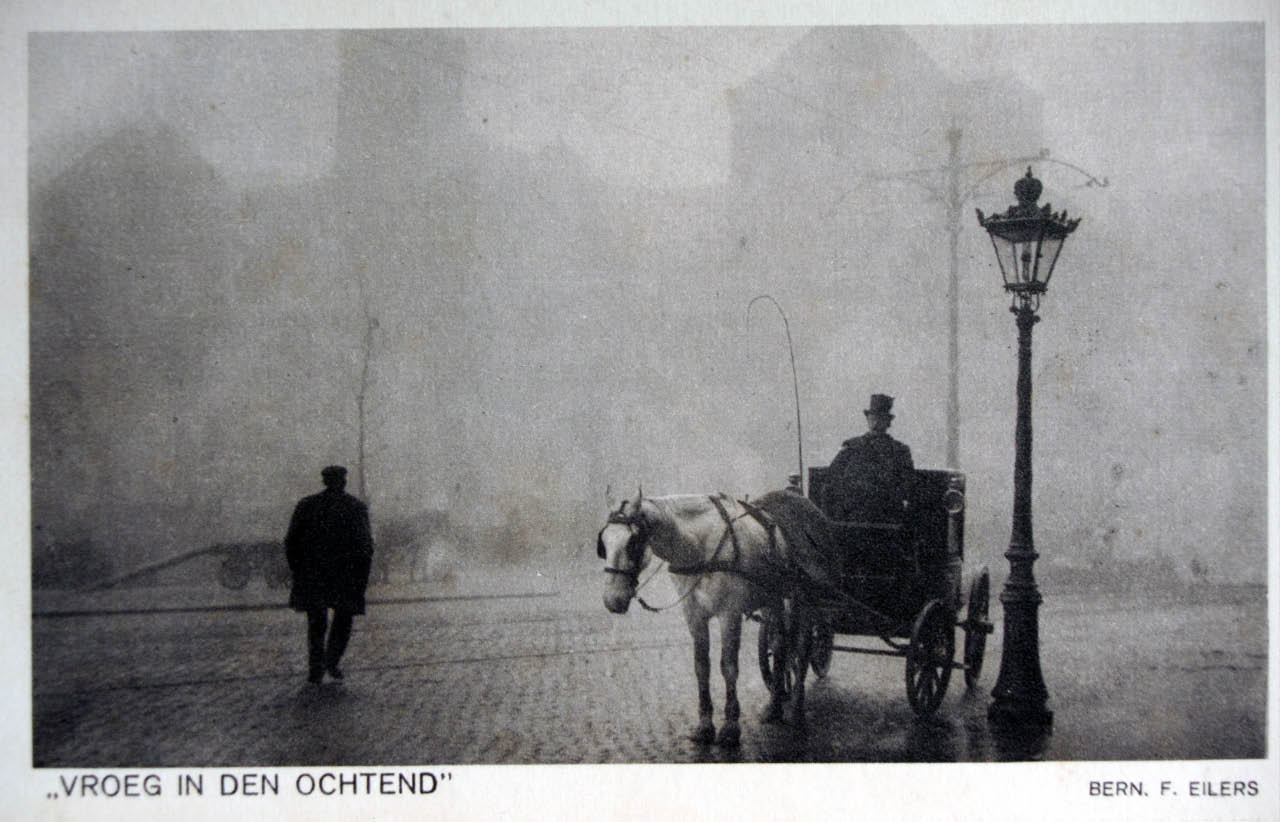
"Vroeg in den ochtend", foto van het Damrak met een aapje door Bernard Eilers.

In een jaar tijd kreeg hij de fotografie als vak onder de knie: de foto-litho-techniek, reproductiemethoden, vrije fotografie, enz. Hij werkte bij verschillende bedrijven in Nederland en daarna korte tijd in Duitsland. In 1906 opende hij een eigen chemisch bedrijfje in Amsterdam, dat bekend werd door de eerste clichéreproducties in driekleurendruk, die in Nederland werden gemaakt. Hij stond toen voor de keus om het bedrijf uit te bouwen, dan wel om zich te richten op zijn artistieke werkzaamheid als fotograaf. Het werd het laatste: hij vestigde zich als fotograaf in Amsterdam. Een jarenlange groei van de ogenbliksfotografie naar de kunstfotografie was hieraan voorafgegaan.
In 1909 was hij op de internationale fototentoonstelling in Dresden een van de vier inzenders, wier werk de hoogste onderscheiding kreeg. Op de Wereldtentoonstelling van 1910 in Brussel behaalde hij de gouden medaille. Eerder al was hij benoemd tot erelid van de London Salon of Photography.
Hij beoefende niet alleen de traditionele genres als het stadsgezicht, het portret en het stilleven, maar ook de kunstreproductie, en de reclame- en architectuurfotografie.

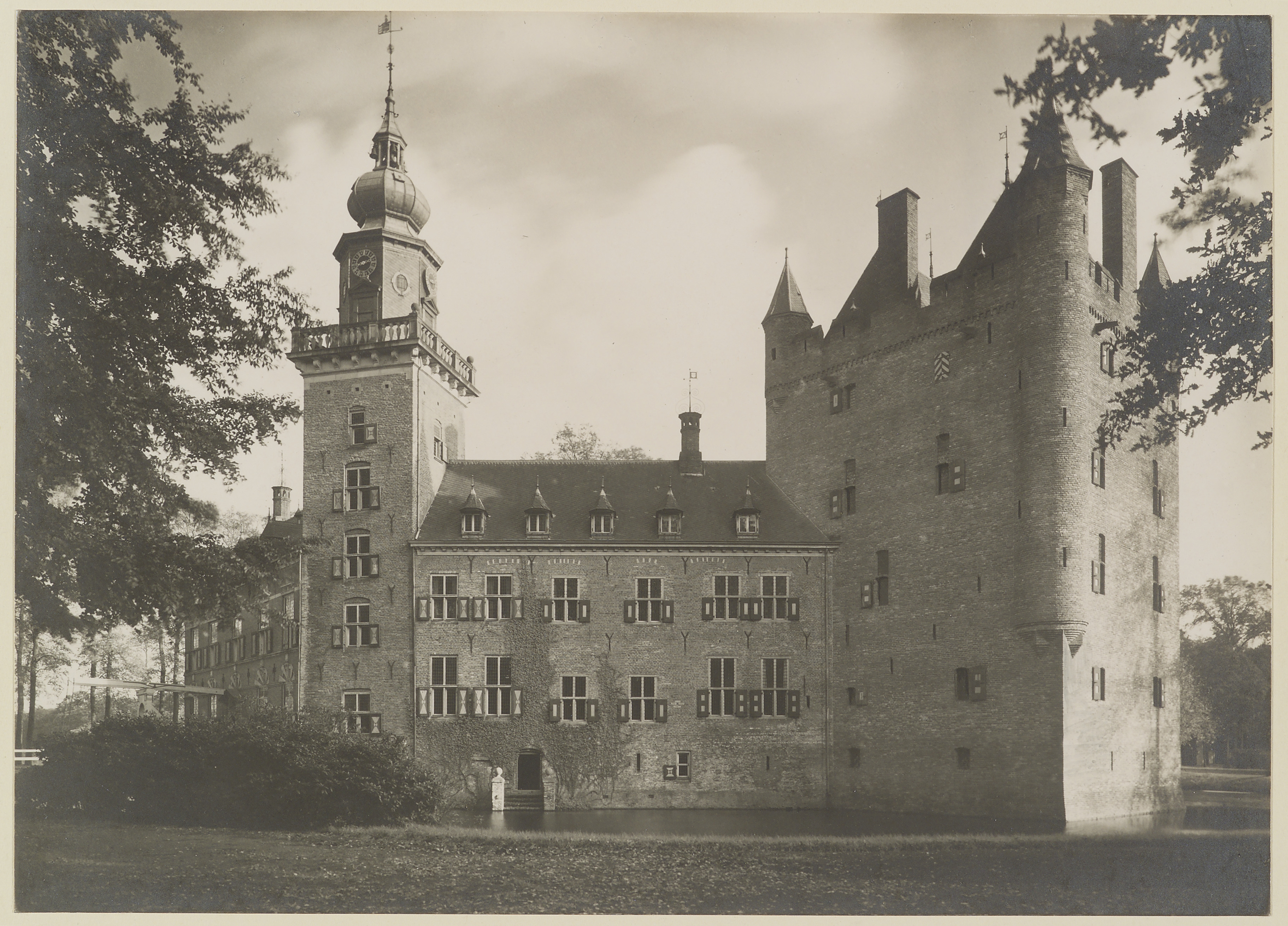
Breukelen
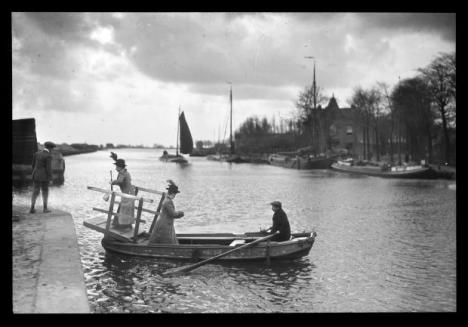
De Schinkel (ca. 1900)
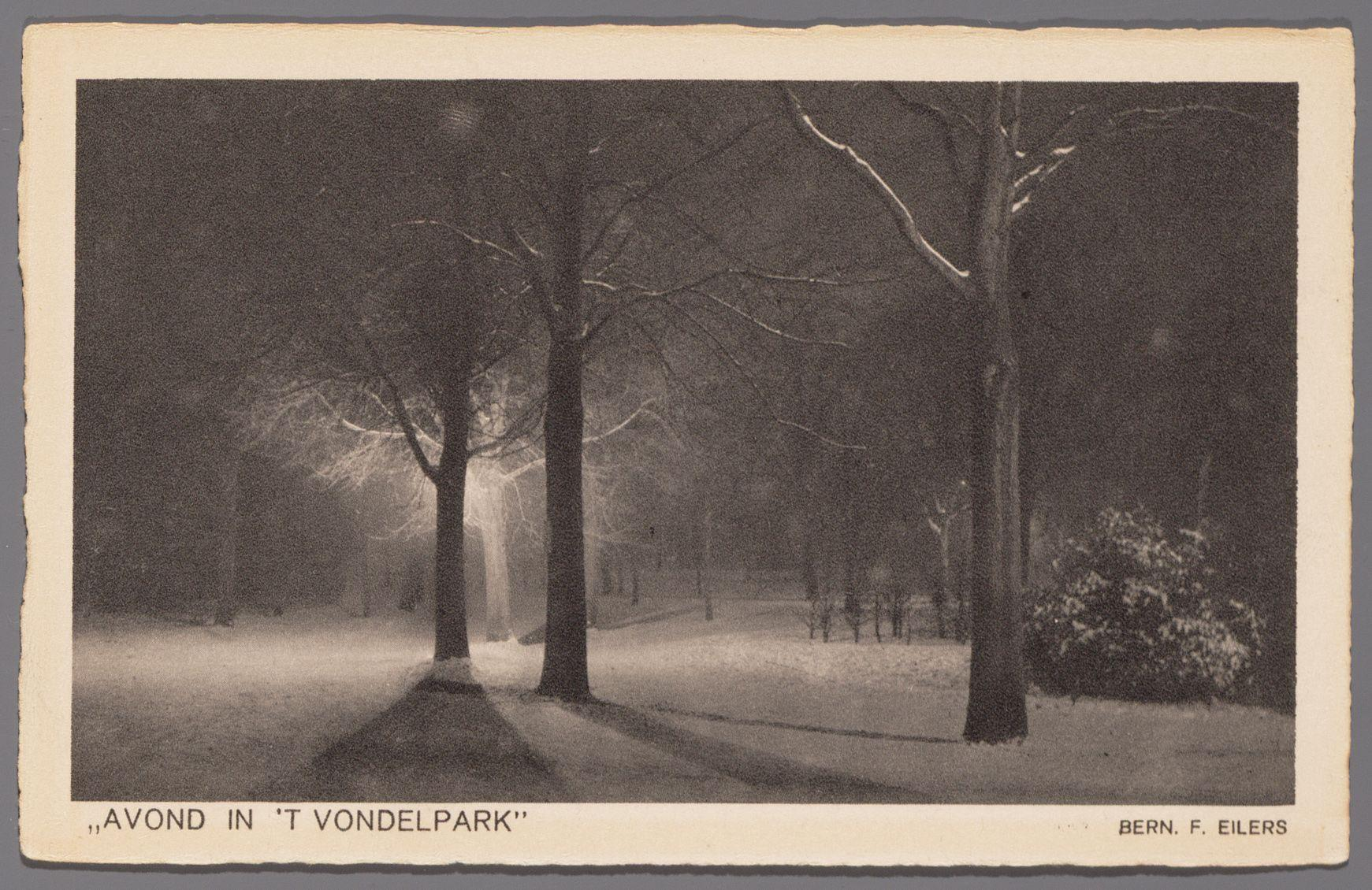
Vondelpark (ca. 1920)
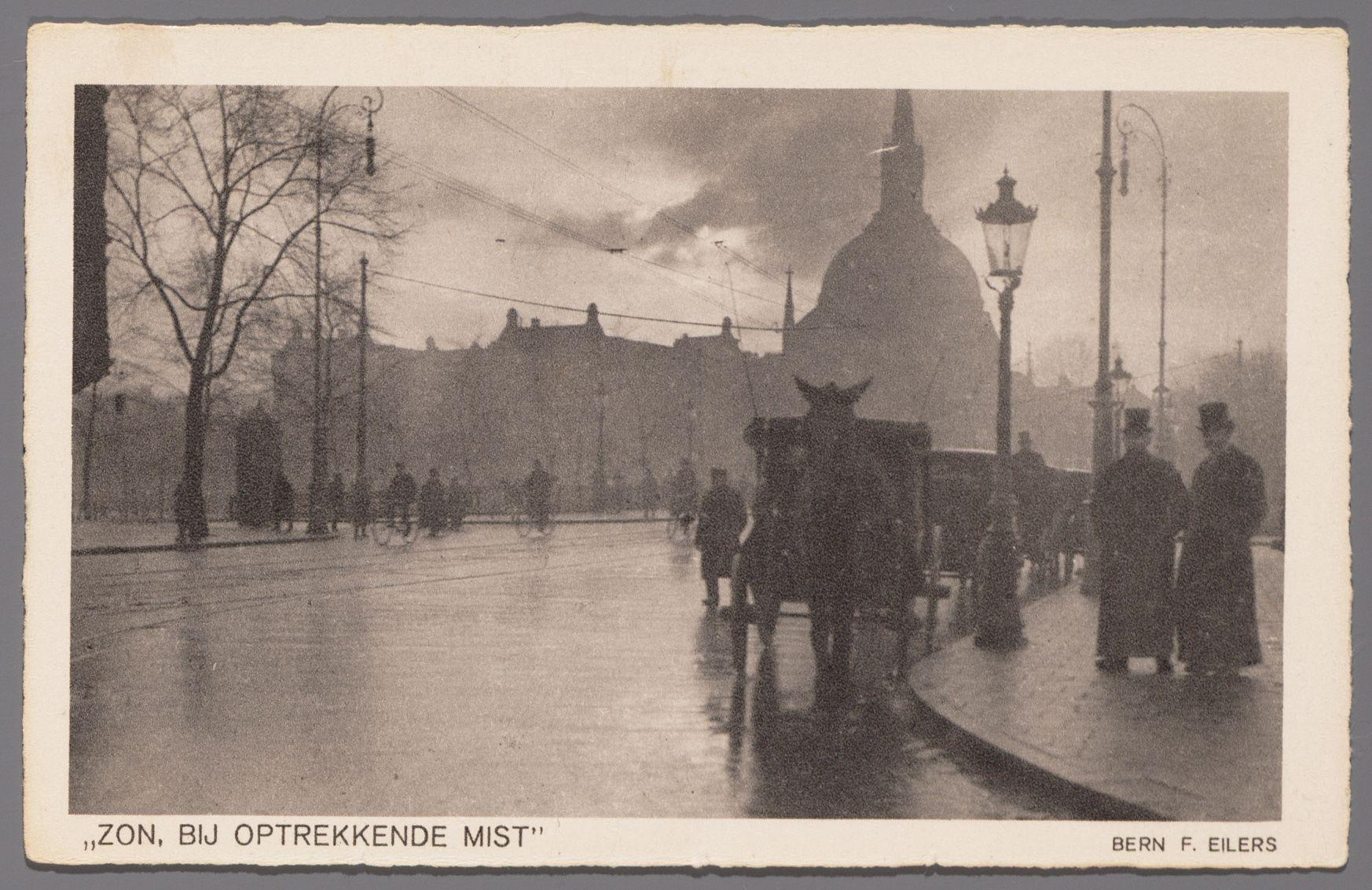
Leidseplein (ca. 1920)

## Artistieke fotografie
In zijn artistieke werk lag de nadruk vooral op de sfeerfoto’s van Nederland en vooral Amsterdam. In zijn landschapsfoto’s en stadsgezichten kan Eilers als picturalist worden getypeerd. Als fotograaf trekt hij de schilderkunst naar zich toe, met Jacob van Ruysdael en Rembrandt van Rijn als zijn favorieten. Hij neigt meer naar de creatie dan naar de reflectie. Zonder echter zo ver te gaan als zijn tijdgenoot Henri Berssenbrugge met diens ‘fotografieken’, die als tekeningen op fotografische basis kunnen worden gedefinieerd.

## Kleurenfotografie
Rond 1935, in een tijd waarin er volop geëxperimenteerd werd met kleurenfotografie, slaagde Eilers erin kleurenafdrukken te maken die in kwaliteit elke concurrentie overtroffen. Met zijn lithografische en fotochemische ervaring slaagde hij erin de driekleurenfotografie te perfectioneren. Het door hem ontwikkelde procedé doopte hij ‘Foto-chroma Eilers’. Hij werd echter ingehaald door grote foto-industrieën, zoals Kodak en Agfa, die korte tijd later kleurenfilmpjes op de markt brachten.

## Werk in openbare collecties (selectie)
- Rijksmuseum Amsterdam[3]
- Bijzondere Collecties van Universitaire Bibliotheken Leiden
- Nederlands Fotomuseum
- Stadsarchief Amsterdam
- Victoria & Albert Museum, Londen

## Publicatie
- ‘Bernard F. Eilers’ (maart 1986), Geschiedenis van de Nederlandse fotografie in monografieën en thema-artikelen (het ‘Fotolexicon’), 3e jaargang, nr. 4 (maart 1986)
- Bern. F. Eilers (14 juli 1923) ‘Fotografeeren van architectuur’, Architectura, 27e jaargang, nummer 25, pp. 141–143. Zie [dode link] en [dode link].